# Ghiacciaio Zotikov
Il Ghiacciaio Zotikov (in lingua inglese: Zotikov Glacier) è un ghiacciaio tributario antartico, lungo 13 km che si origina dal Monte Fisher delle Prince Olav Mountains, fluendo in direzione ovest. Termina il suo percorso andando a confluire nel Ghiacciaio Liv, subito a est del Hardiman Peak.
Le Prince Olav Mountains sono una catena montuosa che fa parte dei Monti della Regina Maud, in Antartide. 
La denominazione è stata assegnata dall'Advisory Committee on Antarctic Names (US-ACAN)) in onore di Igor A. Zotikov, scienziato sovietico che faceva parte dell'operazione di scambio di studiosi nel corso dell'United States Antarctic Research Program (USARP) alla Stazione McMurdo nel 1965.